# Petuniabukta
Petuniabukta – zatoka w środkowej części wyspy Spitsbergen w archipelagu Svalbard (będącego pod zarządem Norwegii), w rejonie Ziemi Dicksona. Stanowi północną część Billefjordu. Na północny zachód od zatoki znajduje się dolina Hørbyedalen oraz lodowiec Hørbyebreen.
Zatoka otrzymała nazwę na cześć szkockiego statku SS "Petunia".
W Petuniabukcie prowadzone są badania polarnicze. Od 1984 roku Uniwersytet Adama Mickiewicza w Poznaniu prowadzi tam Stację Polarną UAM (AMUPS). Początkowo miała ona siedzibę w tzw. Skottehytta (tłum. szkocka chatka), następnie została przeniesiona do nowego kontenera na zachodnim brzegu zatoki. Niedaleko obecnej Stacji Polarnej UAM znajduje się czeska narodowa stacja polarna.